# As (rivière)
Pour les articles homonymes, voir As.
L'As est une rivière d'Afrique du Sud d'une longueur de 50 km qui coule dans la province de l'État-Libre.

## Source de la traduction
- (en) Cet article est partiellement ou en totalité issu de l’article de Wikipédia en anglais intitulé « As River » (voir la liste des auteurs).